# Compsoctena umbripennis
Compsoctena umbripennis är en fjärilsart som beskrevs av Moore 1887. Compsoctena umbripennis ingår i släktet Compsoctena och familjen Eriocottidae. Inga underarter finns listade i Catalogue of Life.